# 川田寿
川田 寿（かわだ ひさし、1905年（明治38年）2月18日 - 1979年（昭和54年）7月5日）は、日本の経済学者。元慶應義塾大学、大阪学院大学教授。

## 来歴
茨城県稲敷郡朝日村（現・土浦市および阿見町に分離）で生まれる。慶應義塾大学に進学し、社会科学研究会に加入するとともに、学生社会科学連合会再建運動に加わる（後者は野呂栄太郎の影響による）。しかし、1930年（昭和5年）に検挙され、大学は3年で中退した。
アメリカ合衆国に渡り、ペンシルベニア大学大学院でニューディール下の労働運動研究に従事する。アメリカでは反戦運動にも加わった。
1941年（昭和16年）に帰国して、世界経済調査会主事となる。
1942年（昭和17年）9月11日、神奈川県警察部特高課に「アメリカ共産党の指令を持ち帰った」という容疑により妻とともに検挙される。川田にはアメリカ共産党員だった経歴はなく、虚偽の容疑だった。しかし、これをきっかけに川田の関係者に捜査が広がり、「関係者のまた関係者」だった南満州鉄道東京支社調査室の西沢富夫（1943年5月11日検挙）の家宅捜索で警察が発見した1枚の集合写真から、言論出版関係者を巻き込んだ弾圧に発展した（横浜事件）。
戦後1946年（昭和21年）に茨城県地労委会長となる。1947年（昭和22年）の第1回統一地方選挙では革新勢力の支持で茨城県知事選に立候補、決選投票までもつれ込む善戦だったが前知事の友末洋治に敗れている。同年東京都地労委事務局長に就任し、1951年（昭和26年）に慶大講師・1959年（昭和34年）に教授となる。1971年（昭和46年）に定年退職し、1973年（昭和48年）から大阪学院大教授を務めた。

## 著書
- 『サムエルソン経済学講義』三和書房、1954年
- 『アメリカ労働運動史』勁草書房、1955年

## 翻訳
- フィリップ・タフト『労働組合―その組織と発展』（大河内一男と共訳）時事通信社、1956年
- S.レヴィーン『日本の労使関係』（藤林敬三と共訳） ダイヤモンド社、1959年
- C.A.マイヤーズ、F.ハービソン『工業化と経営者国際比較研究』（久野桂と共訳）ダイヤモンド社、1961年
- クラーク・カー『自由社会における労働』ダイヤモンド社、1962年
- ハロルド・W.デービー『団体交渉』時事通信社、1962年
- クラーク・カー『インダストリアリズム―工業化における経営者と労働』東洋経済新報社、1963年
- C.A.マイヤーズ『経済成長と人間能力の開発』（桑田宗彦と共訳） ダイヤモンド社、1964年